# Chippewa Lake (Ohio)
Chippewa Lake es una villa ubicada en el condado de Medina en el estado estadounidense de Ohio. En el Censo de 2010 tenía una población de 711 habitantes y una densidad poblacional de 1.111,41 personas por km².

## Geografía
Chippewa Lake se encuentra ubicada en las coordenadas 41°4′27″N 81°54′13″O / 41.07417, -81.90361. Según la Oficina del Censo de los Estados Unidos, Chippewa Lake tiene una superficie total de 0.64 km², de la cual 0.64 km² corresponden a tierra firme y (0%) 0 km² es agua.

## Demografía
Según el censo de 2010, había 711 personas residiendo en Chippewa Lake. La densidad de población era de 1.111,41 hab./km². De los 711 habitantes, Chippewa Lake estaba compuesto por el 97.19% blancos, el 0.56% eran afroamericanos, el 0.28% eran amerindios, el 0% eran asiáticos, el 0% eran isleños del Pacífico, el 0.84% eran de otras razas y el 1.13% pertenecían a dos o más razas. Del total de la población el 1.41% eran hispanos o latinos de cualquier raza.